# Groteskowe studium portretowe mężczyzny
Groteskowe studium głowy (j. ang. Grotesque Head) – rysunek stworzony w okresie 1482-1499 przez włoskiego artystę renesansowego Leonarda da Vinci.

## Opis grafiki
Pierwsze rysunki karykatur głów były tworzone przez Leonarda da Vinci w latach 1482-1499, podczas jego pobytu w Mediolanie. W tym okresie Leonardo przeprowadzał studia nad twarzami i głowami o różnym wyglądzie. Jego studia wynikały z jego fascynacji nad fizjonomią człowieka. Do dziś zachowało się około trzydziestu rysunków – karykatur głów.
Rysunek przechowywany w zbiorach oxfordzkich został sporządzony prawdopodobnie pod koniec pobytu artysty w Mediolanie. Według niektórych badaczy arkusz nosił tytuł Scaramuccia, król Cyganów. Podczas pobytu Leonarda w Mediolanie, artysta fascynował się postaciami Cyganów; z tego okresu pochodzi jego najbardziej znany rysunek przedstawiający pięć głów, który miał, według kuratora muzeum w Windsorze, Martina Claytona, przedstawiać Cyganów wróżących z ręki starca i jednocześnie próbujących go okraść. Według interpretacji innych naukowców szkic mógł być studiom głowy jednego z widzów do zaginionego obrazu Kpiny z Chrystusa.  